# Marienkirche (Goldbach)
Koordinaten: 51° 7′ 10,2″ N, 14° 8′ 26″ O
Die Marienkirche in Goldbach bei Bischofswerda ist ein evangelisch-lutherischer Sakralbau in Sachsen.

## Baugeschichte

### Vorgängerbau
Am Rande der Frankenstraße, einer wichtigen Ost-West-Verbindung, gab es bereits im 12. Jahrhundert eine Kapelle, die der Gottesmutter Maria geweiht war. Der Goldbacher Chronist Martin Teich berichtete, dass sich in ihrem Turm drei Glocken befunden hätten. An der Südseite besaß sie ein spätgotisches Portal, das an Bischof Nikolaus I. von Meißen erinnern sollte. Die Kapelle wurde 1559 abgetragen und durch eine barocke Saalkirche ersetzt. Im selben Jahr wurde in Goldbach die Reformation eingeführt.

### Heutiger Bau
In seiner heutigen Form zeigt sich das Gebäude als Saalbau aus der Mitte des 18. Jahrhunderts, die Kirchweihe erfolgte 1778. Das Gebäude ist aus Bruchstein errichtet, der verputzt und mit aufgemalten Lisenen und Quaderung versehen wurde. Der Westturm erhebt sich auf quadratischem Grundriss, der ein achteckiges Glockengeschoss und darüber Haube und Laterne trägt. Die Turmuhr wurde 1898 erneuert. Die Buntglasfenster im Chor, Treppenhäuser und die Sakristei stammen aus dem Jahre 1909. Um das flachgedeckte Kirchenschiff läuft eine eingeschossige hölzerne Empore, die Orgel befindet sich an der Westseite.

## Ausstattung

### Glocken
Im Turm befinden sich vier Glocken.
| Nr. | Inschrift                             | Gussjahr | Gießer, Gussort       | Durchmesser (mm) | Masse (kg) | Schlagton (HT-1/16) |
| 1   | Salve Maria Gratia Mena Domino        | 1996     | A. Bachert            | 1169             | 945        | f'                  |
| 2   | Ave Maria Gratiaplena roma P.M.       | 1897     | C. Albert Bierling    | 964              | 510        | g'                  |
| 3   | –                                     | 1980     | Franz Schilling Söhne | 753              | 250        | b'                  |
| 4   | 1 Malter Korn, 15 Gulden, 1 Lot Verra | 1996     | A. Bachert            | 782              | 336        | c' '                |

Die zweite Glocke musste 1945 zu Kriegszwecken abgeliefert werden.

### Orgel
Die erste bekannte Orgel stammte von 1601. Im Jahre 1756 schufen die Orgelbauer Zacharias und Johann Gottfried Hildebrandt das zweite Orgelwerk im Stil des Rokoko. Es hatte ein Manual, 18 Register und eine mechanische Traktur.
Im Jahre 1883 wurden 13 der 18 Register ausgetauscht, um der Orgel einen romantischen Klang zu verleihen.
Die heutige Orgel wurde 1908 durch den Bautzener Orgelbauer Hermann Eule (Op. 116) erbaut, wobei Eule die nach dem Umbau von 1883 erhalten gebliebenen fünf barocken Register übernahm. Immer noch umfasst die Orgel 18 Register, nun verteilt auf zwei Manuale und Pedal. Die Traktur wurde auf Pneumatik umgestellt und die Orgel erhielt zwei Seitengehäuse und Koppeln. Eine grundlegende Sanierung erfuhr die Orgel 2008 durch die weiterhin bestehende Orgelbaufirma Eule. Folgendes historisches Pfeifenmaterial ist noch erhalten: Gedackt 8′ (35 Pfeifen), Quinta 3′ (46 Pfeifen), Octava 2′ (46 Pfeifen), Prinzipal 4′ (5 Pfeifen), Rohrflöte 4′ (11 Pfeifen), Prinzipalbaß 8′ (24 Pfeifen). Die heutige Disposition lautet wie folgt:
| I Hauptwerk C–f3 |               |       |
| 1.               | Prinzipal     | 8′    |
| 2.               | Gedackt       | 8′    |
| 3.               | Gambe         | 8′    |
| 4.               | Fernflöte     | 8′    |
| 5.               | Oktave        | 4′    |
| 6.               | Rohrflöte     | 8′    |
| 7.               | Quinte        | 2 ⁄3′ |
| 8.               | Oktave        | 2′    |
| 9.               | Mixtur II–III | 2'    |

| II Hinterwerk C–f3 |                      |    |
| 10.                | Geigenprinzipal      | 8′ |
| 11.                | Gedeckt              | 8′ |
| 12.                | Violine              | 8′ |
| 13.                | Aeoline              | 8′ |
| 14.                | Vox Coelestis (ab c) | 8′ |
| 15.                | Fugara               | 4′ |

| Pedal C–d1 |            |     |
| 16.        | Subbaß     | 16′ |
| 17.        | Gedacktbaß | 16′ |
| 18.        | Oktavbaß   | 8′  |

- Koppeln (als Registerwippen): II/I, II/I Suboktavkoppel, II/I Superoktavkoppel, I/P, II/P
- Spielhilfen (als Druckknöpfe): Auslöser, Mezzoforte, Forte/Auslöser, Handregister A, Crescendo A, Crescendo als Tritt (mit Anzeige)

### Mobiliar
Im Chorraum befindet sich ein Kanzelaltar aus dem 18. Jahrhundert mit tulpenförmigem Kanzelkorb und seitlichem Wangendekor. Der Taufstein ist aus Granit gearbeitet und zeigt die Form eines Kelches.
Eine Besonderheit bildet die um 1440 geschnitzte Madonnenstatue. Sie ist etwa 99 cm hoch und hält das mit einem Apfel spielende Jesuskind auf dem Arm. Diese Statue war Ende des 19. Jahrhunderts in den Besitz des Bautzner Stadtmuseums gelangt, später ließ es der Goldbacher Kantor restaurieren und 1908 in die Kirche zurückführen. Im Jahre 2000 wurde das Bildwerk wiederum gründlich restauriert.